# Levante UD (piłka nożna kobiet)
Levante UD Femenino – hiszpański klub piłki nożnej kobiet, mający siedzibę w mieście Walencja, na wschodzie kraju. Jest sekcją piłki nożnej kobiet w klubie Levante UD.

## Historia
Chronologia nazw:
- 1993: San Vicente Valencia CFF
- 4.08.1998: Levante UD Femenino

Klub piłkarski San Vicente Valencia CFF został założony w miejscowości Walencja w 1993 roku. W sezonie 1994/95 startował w Segunda División, w której zajął 5.miejsce. W następnym sezonie 1995/96 uplasował się na trzeciej pozycji, zdobywając historyczny awans do Superliga Femenina. Debiutowy sezon 1996/97 na najwyższym poziomie był bardzo udanym - klub zdobył mistrzostwo kraju. W następnym sezonie 1997/98 był drugim. 4 sierpnia 1998 klub został zaabsorbowany przez Levante UD. W sezonie 1998/99 z nazwą Levante UD Femenino zajął trzecie miejsce w grupie 3 División de Honor. W sezonie 1999/2000 dotarł do półfinałów mistrzostw, a potem przez kolejne dwa sezony zdobył złote medale. Od 2003 do 2007 klub na przemian był drugim lub trzecim w końcowej klasyfikacji. W sezonie 2007/08 po raz czwarty zdobył mistrzostwo. W następnym sezonie 2008/09 znów był drugim. W kolejnych sezonach występował już bez znaczących sukcesów.

## Sukcesy

### Trofea międzynarodowe
Nie uczestniczył w rozgrywkach europejskich (stan na 31-05-2018).

### Trofea krajowe
| \| \| Zdobyte trofea w rozgrywkach Hiszpanii (stan na: 31-05-2018) \| |                                                              |      |                                                      |
| Rozgrywki                                                             | Osiągnięcie                                                  | Razy | Sezon(y)                                             |
| Mistrzostwo                                                           | I miejsce                                                    | 4    | 1996/97, 2000/01, 2001/02, 2007/08                   |
| Mistrzostwo                                                           | II miejsce                                                   | 4    | 1997/98, 2002/03, 2004/05, 2008/09                   |
| Mistrzostwo                                                           | III miejsce                                                  | 4    | 1999/2000 (współ.), 2003/04, 2005/06, 2006/07        |
| Puchar                                                                | zdobywca                                                     | 6    | 1999/00, 2000/01, 2001/02, 2003/04, 2004/05, 2006/07 |
| Puchar                                                                | finalista                                                    | 1    | 2007/08                                              |
| Superpuchar                                                           | zdobywca                                                     | 2    | 1997, 2000                                           |
| Superpuchar                                                           | finalista                                                    | 0    |                                                      |
| II liga                                                               | I miejsce                                                    | 0    |                                                      |
| II liga                                                               | II miejsce                                                   | 0    |                                                      |
| II liga                                                               | III miejsce                                                  | 1    | 1995/96                                              |
| Hiszpania                                                             | Zdobyte trofea w rozgrywkach Hiszpanii (stan na: 31-05-2018) |      |                                                      |

- COTIF:
  - zdobywca (3): 2011, 2012, 2013
- Pyrénées Cup:
  - zdobywca (1): 2012
- Sport Mundi Tournament:
  - zdobywca (2): 2009, 2010

## Stadion
Klub rozgrywa swoje mecze domowe na stadionie Ciudad Deportiva w Buñol w pobliżu Walencji, który może pomieścić 600 widzów.